# Roxana Saberi

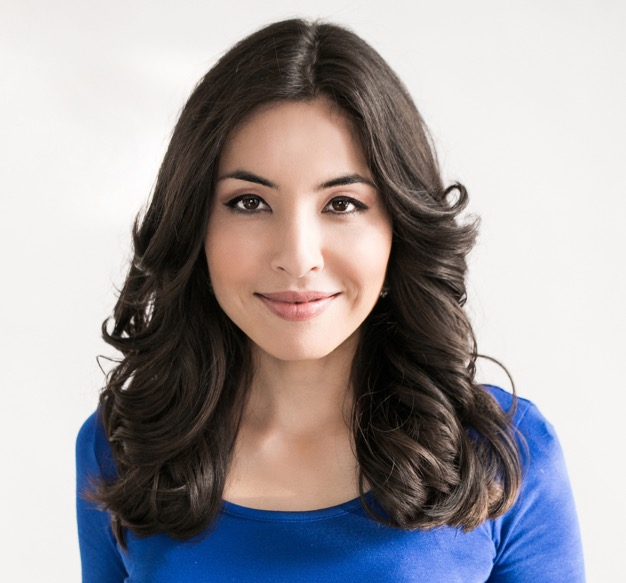
Roxana Saberi, vor 2015

Roxana Saberi (persisch رکسانا صابری; * 26. April 1977 in Belleville, New Jersey) ist eine US-amerikanische Journalistin. Am 18. April 2009 wurde Saberi in der Islamischen Republik Iran wegen Spionage zu acht Jahren Haft verurteilt. Im Mai 2009 wurde die Strafe auf zwei Jahre verkürzt, zur Bewährung ausgesetzt und Saberi freigelassen.

## Leben
Roxana Saberi, Tochter eines iranischstämmigen Vaters und einer japanischstämmigen Mutter wurde in New Jersey geboren und wuchs in Fargo, North Dakota, auf. 1997 wurde sie zur Miss North Dakota gewählt, im darauf folgenden Jahr erzielte sie bei den Wahlen zur Miss America einen Platz unter den ersten Zehn. An der Northwestern University in Chicago schloss sie ihre Journalistikausbildung mit dem Master ab. 2003 ging sie nach Teheran, die Hauptstadt Irans, um Iranistik zu studieren. Daneben arbeitete sie als freie Journalistin, vor allem für das amerikanische National Public Radio (NPR) und den britischen Rundfunksender BBC. 2006 wurde ihr die Akkreditierung entzogen, dennoch arbeitete sie von Zeit zu Zeit weiter als Reporterin, ohne dass dies von behördlicher Seite beanstandet wurde. In derselben Zeit schrieb sie ein Buch über ihre Erfahrungen in Iran.
Für Ende 2009 hatte Saberi ihre Rückkehr in die Vereinigten Staaten geplant.

### Verhaftung und Prozess
Saberi wurde am 31. Januar 2009 in Iran verhaftet und zunächst des gesetzeswidrigen Kaufs von Alkohol, dann der Fortsetzung ihrer Arbeit als Journalistin nach Einzug ihres Presseausweises und schließlich wegen Spionage angeklagt. Offenbar gelangte Saberi an einen geheimen Bericht einer strategischen Forschungsabteilung des iranischen Präsidentenbüros über den Krieg im Irak, den sie jedoch nicht für ihre Arbeit verwendete. Saberi legte ein Geständnis ab, das sie jedoch in der Verhandlung widerrief, als sie angab, getäuscht worden zu sein. Der zuständige Richter befand jedoch, sie habe in Iran Informationen und Dokumente gesammelt und an den amerikanischen Geheimdienst weitergegeben. Am 18. April 2009 wurde Saberi zu acht Jahren Haft verurteilt. Ihr Anwalt kündigte Berufung an, die von der Obersten Justizautorität Irans befürwortet und auf den 10. Mai 2009 festgelegt wurde. Irans Präsident Mahmud Ahmadinedschad hatte indirekt Kritik am Verfahren geübt und die Justiz zu einem fairen Prozess aufgerufen. Amnesty International setzte sich mit einer Urgent Action für Saberi ein.

### Freilassung
Nach ihrer Verurteilung trat Saberi im Gefängnis in einen Hungerstreik. Auch aufgrund einer internationalen Medienkampagne und der Intervention von US-Präsident Barack Obama hob das Berufungsgericht am 11. Mai 2009 die achtjährige Haftstrafe wegen Spionage auf und wandelte das Urteil um in zwei Jahren auf Bewährung, weil „Saberi nun nicht mehr Zusammenarbeit mit einem feindlichen Staat zur Last gelegt werde“; sie wurde daraufhin freigelassen. Justizsprecher Ali Resa Dschamschidi bewertete die Freilassung Saberis als „iranischen Gnadenbeweis“, weil die Journalistin mit den Behörden kooperiert und Reue gezeigt habe. Elf Tage nach ihrer Freilassung aus dem Teheraner Ewin-Gefängnis kehrte Saberi Mitte Mai 2009 in die Vereinigten Staaten zurück. Sie dankte dem amerikanischen Präsidenten Barack Obama und Außenministerin Hillary Clinton für deren Unterstützung.

### Nach der Freilassung
Nach ihrer Freilassung schrieb Roxana Saberi ein Buch über ihre Erfahrungen. Dieses wurde im März 2010 veröffentlicht; die deutsche Übersetzung erschien im März 2011. Von 2013 bis 2016 arbeitete sie als Korrespondentin für Al Jazeera America und seit 2016 zunächst als freie Mitarbeiterin für CBS in den Vereinigten Staaten, bevor sie 2018 für CBS eine Korrespondentin mit Sitz in London wurde.

## Werke
- Between Two Worlds: My Life and Captivity in Iran. Harper 2010, ISBN 978-0-06-196528-9
deutsche Ausgabe: 100 Tage. Meine Gefangenschaft im Iran. Eichborn, Frankfurt am Main 2011, ISBN 978-3-8218-6538-6